# Bungu (Morogoro)
Bungu è una circoscrizione rurale (rural ward) della Tanzania situata nel distretto rurale di Morogoro, regione di Morogoro. Conta una popolazione di 4 406 abitanti (censimento 2012).